# Jake Kaminski
Jake Kaminski (ur. 11 sierpnia 1988 w Buffalo) – amerykański łucznik, srebrny medalista olimpijski z Londynu i Rio de Janeiro.
Startuje w konkurencji łuków klasycznych. W 2012 wywalczył srebrny medal igrzysk olimpijskich w drużynie. Partnerowali mu Brady Ellison i Jacob Wukie. Cztery lata później także stanął na drugim stopniu podium, razem z Ellisonem i Zachem Garrettem. W 2011 brał udział w igrzyskach panamerykańskich, a drużynowo Amerykanie zajęli pierwsze miejsce. W 2012 był dwukrotnym medalistą halowych mistrzostw świata: wygrał w drużynie i był drugi indywidualnie. W 2013 został mistrzem świata w drużynie.